# ワールド&タイム・イナフ
『ワールド&タイム・イナフ』 （ 英： World and Time Enough ）は、1994年に製作されたアメリカのインディーズ映画。監督はエリック・ミューラー。
日本では、1995年（第4回） 東京国際レズビアン&ゲイ映画祭にて上映された。

## キャスト
- ジョーイ：グレゴリー・ギレス
- マーク：ピーター・メーコン
- デイヴィッド：クレイグ・シュワルツ
- マーク：マット・ギドリー